# Braya
Braya is een geslacht van planten dat deel uitmaakt van de kruisbloemenfamilie (Brassicaceae). De soorten groeien voornamelijk in berg- of andere rotsachtige gebieden van het noordelijk halfrond. Verschillende soorten zijn endemisch in een klein geografisch gebied.

## Soorten
Het geslacht kent elf soorten:
- Braya alpina, endemisch in de Oostelijke Alpen
- Braya fernaldii, endemisch in noordwestelijk Newfoundland
- Braya forrestii, komt voor in Zuid- en Centraal China
- Braya glabella, komt voor in Alaska, Noord-Canada en Groenland
- Braya humilis, endemisch in Groenland
- Braya linearis, komt voor in Groenland en Scandinavië
- Braya longii, endemisch in noordwestelijk Newfoundland
- Braya pilosa, endemisch in de Northwest Territories
- Braya rosea, komt voor van het Himalayagebergte tot in Siberië
- Braya scharnhorstii, komt voor in Tadzjikistan en West-China
- Braya thorild-wulffii, komt voor in Noord-Canada en Groenland

## Galerij

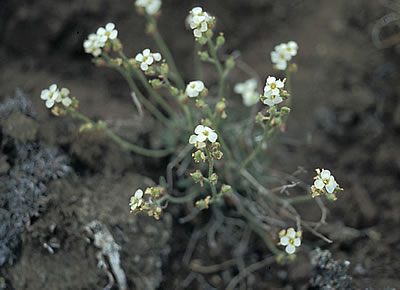
Braya pilosa in de Northwest Territories
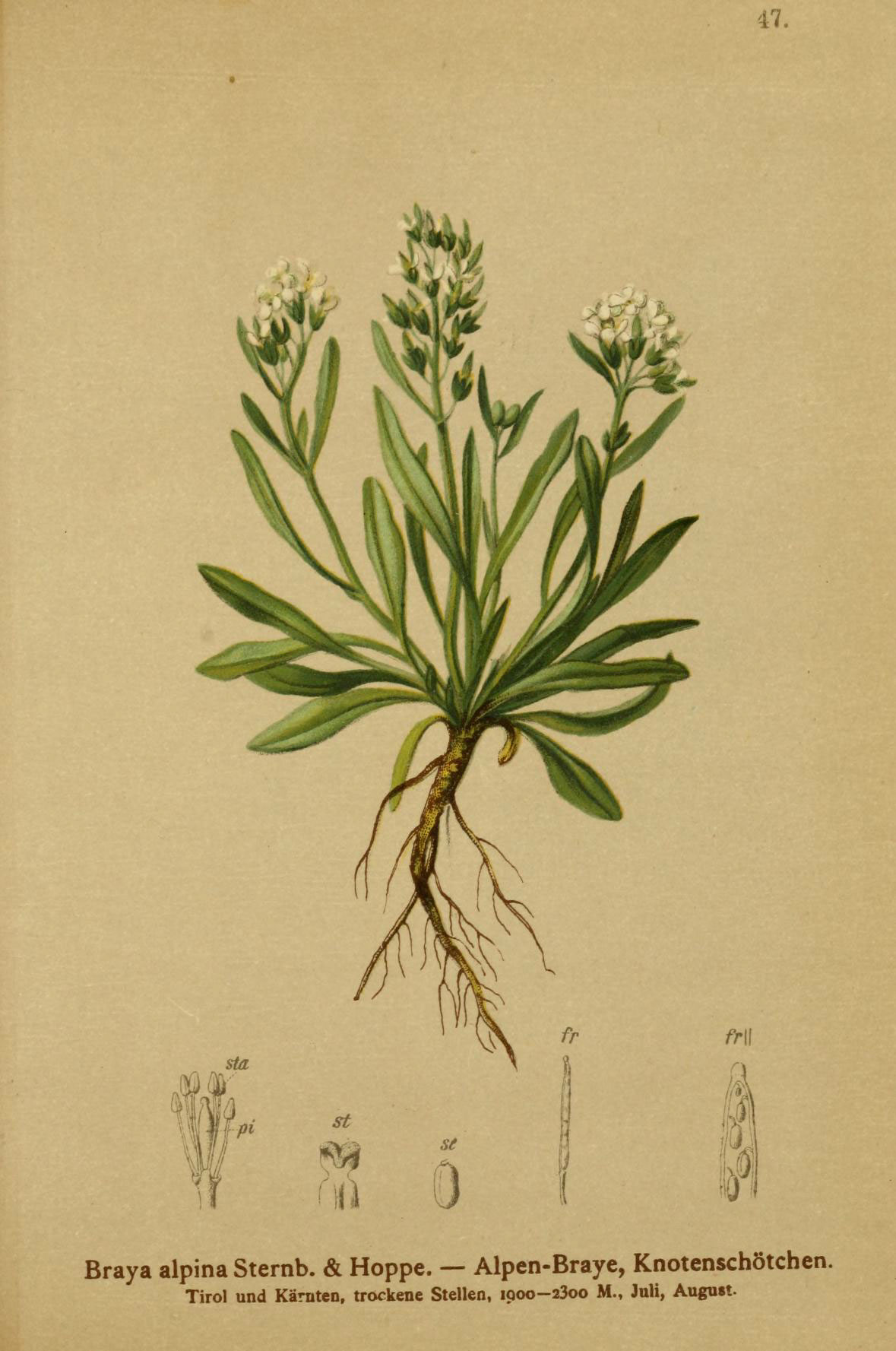
Botanische illustratie van Braya alpina

... · 
Alliaria · 
Alyssum (Schildzaad) · 
Arabidopsis · 
Arabis (Scheefkelk) · 
Armoracia · 
Aubrieta · 
Barbarea (Barbarakruid) · 
Berteroa · 
Brassica (Kool) · 
Braya · 
Bunias (Hardvrucht) · 
Cakile · 
Calepina · 
Camelina · 
Capsella (Herderstasje) · 
Cardamine (Veldkers) · 
Cochlearia (Lepelblad) · 
Coincya · 
Conringia · 
Coronopus (Varkenskers) · 
Crambe (Bolletjeskool) · 
Descurainia · 
Diplotaxis (Zandkool) · 
Draba · 
Erophila · 
Eruca · 
Erucastrum · 
Eutrema  · 
Erysimum (Steenraket) · 
Heliophila · 
Hesperis · 
Hirschfeldia · 
Hormathophilla · 
Hornungia · 
Iberis (Scheefbloem) · 
Isatis · 
Lepidium (Kruidkers) · 
Lobularia · 
Lunaria (Judaspenning) · 
Malcolmia · 
Matthiola · 
Neslia · 
Physaria · 
Pringlea · 
Ptilotrichum · 
Raphanus (Radijs) · 
Rapistrum · 
Rorippa (Waterkers) · 
Schouwia · 
Selenia · 
Sinapidendron · 
Sinapis · 
Sisymbrium (Raket) · 
Subularia · 
Teesdalia · 
Thlaspi (Boerenkers) · 
...